# La sposa fantasma
La sposa fantasma (Over Her Dead Body) è un film del 2008 diretto da Jeff Lowell.

## Trama
Kate e Henry stanno per sposarsi, ma proprio il giorno delle loro nozze Kate muore, dopo essere stata travolta da una statua di ghiaccio. Henry non si dà pace, così la sorella Chloe lo spinge a rivolgersi a qualcuno per trovare conforto, e lo porta da un'amica medium. In realtà, l'amica non ha nessun potere medianico e le percezioni che ottiene dalle sedute sono informazioni che le ha dato Chloe per abbattere le reticenze di Henry. Dopo vari incontri tra Henry ed Ashley, la medium, sembra nascere qualcosa che possa dare una svolta alla vita di entrambi. Ma Kate non ci sta, così si manifesta sotto forma di fantasma ad Ashley, intimandole di stare alla larga dal fidanzato. Ashley sarà l'unica a vedere Kate, che le renderà la vita impossibile, mettendole i bastoni tra le ruote nella sua nascente storia d'amore. Nonostante le continue interferenze di Kate, la storia tra Henry e Ashley prosegue fino a quando lui scopre dell'inganno orchestrato dalla sorella e decide di lasciare Ashley. Adesso che Henry è di nuovo single, Kate dovrebbe essere soddisfatta, invece assistere all'infelicità dell'ex fidanzato che soffre per la propria solitudine le fa capire che non deve più ostacolare quell'amore e che, anzi, deve aiutare i due ragazzi a riavvicinarsi. Tenterà contattando come al solito Ashley, ma inutilmente, lei è irremovibile e in partenza con un amico; allora prova a comunicare con Henry, e ci riesce tramite il suo pappagallo, così lo convince a raggiungere la ragazza all'aeroporto prima che parta per chiederle di sposarlo. Ashley e Henry convolano a nozze mentre Kate assiste a suo modo alla cerimonia, sapendo che i due ragazzi saranno felici. Adesso non ha più "impegni in sospeso" sulla Terra, può smettere di essere un fantasma e andare verso la sua destinazione finale.